# 迦密主恩中學
迦密主恩中學（英語：Carmel Divine Grace Foundation Secondary School）位於香港新界將軍澳寶林邨，是將軍澳新市鎮區內首個中學校舍，為西貢區內採用英語授課歷史最悠久的band 1英文中學。2022年在全港中學中排名48，西貢區排名第1。
1987年由基督教興學會有限公司開辦，由主恩基金會捐出開辦費用購買課室傢俬和設備，是將軍澳新市鎮首間學校。校訓為「明道律己，忠主善群」。其辦學宗旨在給予學生靈、德、智、體、群、美之全人教育。
學校於1987年9月1日創立開課時，因鄰近的寶林邨尚未入伙，因此並未有交通工具途經此處，午膳則要向快餐店訂飯盒，學生與教職員的出入成為一大問題，僅靠校方安排上、下午各一班的旅遊車接載，經運輸署協調後，九龍巴士93A線提早兩個月、於1987年9月7日開辦。
此校曾於2011年要求政府批准遷往日出康城的中學用地，但不果 。

## 教學語言
迦密主恩中學為西貢區內採用英語授課歷史最悠久的中學。該校於1998年獲教育署（現為教育局）批准繼續以英語作為授課語言，當年是西貢區唯一的資助英文中學。但因教學語言微調實施後，區內已有其他中學全面以英語授課。

## 辦學宗旨
該校辦學宗旨是「按聖經真理提供全人教育，讓學生在德、智、體、群、美和靈命上，得到全面優質栽培，以致學能得以提高，個人潛質得以確立和發揮，並且認識真神，明白真道，建立優良品格，樹立律己精神，得以在信、望、愛中成長，長大後能立身處世，關心國家和社會，榮神益人。」

## 學社
迦密主恩中學分四社：Matthew（馬太）（綠社）、Mark（馬可）（藍社）、Luke（路加）（紅社）、John（約翰）（黃社），以聖經新約四福音的四名作者命名。

## 歷任校長
1. 樓曾瑞（1987年－2006年），現任明光社董事會主席
2. 林瑞美（2006年－2021年）
3. 徐家賢（2021年－）

## 學校主題
- 1993-94 做個認真的主恩學生
- 1994-95 愛主恩、齊建立
- 1995-96 邁向卓越
- 1996-97 自學、自律、自愛、自強
- 1997-98 提升生命、感謝主恩
- 1998-99 建立吾身、認識吾國
- 1999-01 愛自律、勤自學
- 2001-02 愉快學習
- 2002-03 愉快成長慶主恩
- 2003-04 尊他立己、勵學自強
- 2004-07 學會學習、學會關心
- 2007-08 立己、達人、建主恩
- 2008-09 盡責、為公、求優秀
- 2009-10 盡責優秀主恩人
- 2010-11 自律、自勵、主恩人
- 2011-12 自勵學習、律己愛人
- 2012-13 愛自律、勤自勵、常感恩
- 2013-16 品學齊升，夢想同創
- 2016-18 智學毅行，堅守正道
- 2019-22 超越自我，活出豐盛
- 2022-   活學篤行，展耀才能

## 著名校友
- 曹央雲（曹映雲）：1994年亞洲小姐季軍、1995年美國世界華裔小姐冠軍、最上鏡小姐獎冠軍、最佳民族服裝獎冠軍、前節目主持人、現任基金管理人
- 劉孝偉：香港小說作家、電影編導
- 文恩澄：香港唱作歌手
- 蔡梓銘：前亞洲電視節目主持人、註冊中醫師、香港男歌手
- 鄭香紅：香港商業電台記者
- 王海嬰：香港中文大學統計學系教授、香港中文大學理學院副院長
- 陳嘉寶：香港演員、模特兒
- 陳揮雄：2011年度香港水陸鐵人聯賽分齡組全年總排名第3名得主; 現任泳能泳會主席兼泳隊教練，泳會學員更成績彪炳，常常在港各大賽事上獲獎
- 田文豪：前南華足球隊守門員及教練及香港足球代表隊和香港五人足球隊守門員，曾參與洲際級別的中學生，大學生比賽，曾奪取香港職業足球所有冠軍及參與亞洲聯賽冠軍盃和亞洲足協盃，曾執教本校足球隊並奪得香港學界足球賽九龍區總冠軍
- 火燎森：著名投資者及財經評論員，現任香港數碼電台節目主持人
- Omena K：香港作家、中港青年文化聯合會委員
- 梁繼平：前《學苑》總編輯、《香港民族論》作者
- 黎銘澤：前香港中文大學學生會外務副會長、前香港專上學生聯會代表會主席，前西貢區區議員
- 李銘源：澳門大學中華醫藥研究院教授
- 古天樂[10]：香港知名男演員及歌手

## 外部連結
- 迦密主恩中學網頁（页面存档备份，存于）